# Časopis "Kinesiology"
Časopis "Kinesiology" je međunarodni znanstveni časopis iz područja opće i primijenjene kineziologije. Časopis izdaje Kineziološki fakultet u Zagrebu i izlazi od 1971. godine. Sekundarno je referenciran od 1985. godine., a od 1995. godine je priznat kao međunarodni časopis. Od 1996. do 2000. godine časopis izlazi dvojezično, na hrvatskom i engleskom jeziku, a od 32. godišta (Vol. 32) tiska se samo na engleskom jeziku s proširenim sažecima na hrvatskom jeziku. U časopisu se objavljuju izvorni znanstveni i pregledni članci, prethodna priopćenja i stručni članci hrvatskih i inozemnih autora koji su prihvaćeni za tisak na temelju pozitivnih recenzija domaćih i inozemnih recenzenata, kineziologa i znanstvenika srodnih ili dodirnih disciplina. Časopis uređuje međunarodna redakcija kojoj je glavni i odgovorni urednik Dragan Milanović.